# Monica Barbaro
Monica Barbaro (* 18. června 1990 San Francisco, Kalifornie, Spojené státy americké) je americká herečka. Je známá především díky roli poručice Natashy „Phoenix“ Trace ve filmu Top Gun: Maverick, Yael ve 2. řadě seriálu Unreal a Cory Vasquezové v seriálu Dobrej polda.

## Životopis
Barbaro se narodila 18. června 1990 v San Francisku. Vyrůstala v Mill Valley v Kalifornii, kde v roce 2007 absolvovala Tamalpais High School. Jejími rodiči jsou Heidi Wagner, která je mexického, německého, nikaragujského a anglického původu, a Nicholas Barbaro, který je italského původu. Rozvedli se, když byla ještě dítě.
Barbaro začala tančit již v raném věku, pokračovala ve studiu baletu a vystudovala tanec na Tisch School of the Arts, kde zároveň navštěvovala volitelné předměty z herectví. Nakonec se rozhodla věnovat se herectví místo tance. Po ukončení studia se přestěhovala zpět do Kalifornie, kde se zaměřila na herectví a studovala v Beverly Hills Playhouse.
Poprvé na sebe upozornila hlavní rolí ve virálním skeči s názvem „It's Not About the Nail“.

## Kariéra
První velkou televizní rolí Barbaro bylo ztvárnění postavy Yael ve druhé řadě seriálu Unreal stanice Lifetime. Yael byla známá také jako „Sexy Rachel“ a byla úhlavní nepřítelkyní postavy, kterou ztvárnila Shiri Appleby. Po práci na Unreal se Barbaro připojila k obsazení hlavní role nového právnického dramatu stanice NBC Chicago Justice, který je součástí franšízy Chicago Dicka Wolfa. V seriálu Chicago Justice ztvárnila Annu Valdezovou, vzdělanou, bystrou a pohotovou asistentku státního zástupce. V roce 2018 si Barbaro zahrála také Coru Vasquezovou, detektivku z oddělení vražd, v seriálu Dobrej polda po boku Joshe Grobana a Tonyho Danzy. V letech 2018 až 2019 hrála Barbaro roli Lisy Apple, Martinovy nové přítelkyně, v sitcomu stanice ABC Na hromádce s ex.

## Filmografie

### Filmová
| Rok  | Název              | Role                    | Poznámky |
| ---- | ------------------ | ----------------------- | -------- |
| 2013 | Bullish            | Eva                     |          |
| 2021 | The Cathedral      | Lydia Damrosch          |          |
| 2022 | Top Gun: Maverick  | Natasha „Phoenix“ Trace | [ 15 ]   |
| 2022 | I'm Charlie Walker | Peggy                   |          |

### Televizní
| Rok       | Název                                    | Role                                        | Poznámky                                       |
| --------- | ---------------------------------------- | ------------------------------------------- | ---------------------------------------------- |
| 2015      | Stitchers                                | Brenda „Bentley“ Miller                     | Epizoda: „The Root of All Evil“                |
| 2016      | Hawaii 5-0                               | Ella Koha                                   | Epizoda: „Ke Koa Lokomaika'i“                  |
| 2016      | Cooper Barrett's Guide to Surviving Life | Attractive Girl                             | Epizoda: „How to Survive Working with Friends“ |
| 2016      | Unreal                                   | Yael                                        | hlavní role (2. řada), 10 epizod               |
| 2016      | Notorious                                | Chloe Edwards                               | Epizoda: „Tell Me a Secret“                    |
| 2016–2017 | Policie Chicago                          | Asistentka státního zástupce Anna Valdezová | 4 epizody                                      |
| 2017      | Chicago Justice                          | Asistentka státního zástupce Anna Valdezová | hlavní role                                    |
| 2017      | Smrtonosná zbraň                         | Nora Cooper                                 | Epizoda: „Flight Risk“                         |
| 2018      | Dobrej polda                             | Cora Vasquez                                | hlavní role                                    |
| 2018–2019 | Na hromádce s ex                         | Lisa Apple                                  |                                                |
| 2019      | Stumptown                                | Liz Melero                                  | 4 epizody                                      |
| TBA       | Armáda mrtvých: Lost Vegas               | Meagan (hlas)                               | připravované                                   |
| 2023      | FUBAR                                    | Emma Brunner                                | hlavní role, natáčení                          |

### Videoherní
| Rok  | Název     | Role  | Poznámky |
| ---- | --------- | ----- | -------- |
| 2022 | Forspoken | Auden | [ 16 ]   |